# مریون (ایندیانا)
مریون، ایندیانا (به انگلیسی: Marion, Indiana) یک شهر در ایالات متحده آمریکا با جمعیت ۲۹٬۹۴۸ نفر است که در ایندیانا واقع شده‌است.